# Мармач Юрій Олексійович
Юрій Олексійович Мармач (нар. 23 лютого 1951) — радянський український футболіст та тренер, захисник.

## Життєпис

### Ранні роки
Виріс у будинку поряд зі стадіоном «Ворскла». З 8-и років розпочав на аматорському рівні грати в футбол, грав з однолітками. До ДЮСШ «Полтава» потрапив випадково: на першому поверху будинку, в якому проживав Юрій знаходилося в кафе «Спорт», розбили вікно кафе. В цей час у кафе відпочивав Іван Іванович Горпинка, який вирішив запросити молодого хлопця до ДЮСШ (Іван Іванович вирішив, що хлопець володіє потужним ударом). Таким чином, Юрій Мармач зміг оминути величезну кількість бажачих потрапити до школи. Разом з Юрієм свій футбольний шлях розпочинали й Сергій Собецький та Віктор Пожечевський. 
Футбольну кар'єру 17-річний Мармач розпочав у 1968 році в дублюючому складі полтавської «Ворскли». Наступного року почав поступово залучатися до матчів першої команди. Того сезону в першій союзній лізі зіграв 7 матчів та відзначився 1 голом. Наступного сезону молодий нападник забитими м'ячами не відзначався.
У лютому 1970 році потрапив в аварію: автобус полтавчан зіткнувся з іншим автобусом. Загинули водій автобусу полтавчан та захисник команди Олександр Колєсніков. Серйозні травми отримали Анатолій Вітков (завершив кар'єру футболіста) та Олександр Алпатов. Мармач єе отримав психологічну травму.

### СКА (Київ)
У 1971 році прийшов час служити в армії. Свою військову службу Юрій проходив у київському СКА, яке в той час виступало в Другій лізі радянського чемпіонату. Ту командо тренував колишній торпедівець та гравець збірної СРСР Микола Маношин, який не був прихильником великих футбольних навантажень. Натомість фахівець значну увагу приділяв самій грі та роботі з м'ячем. Партнерами Юрія у тій команді були Віктор Звягінцев та Володимир П'яних. Основним гравце команди одразу не став, натомість періодично виходив на поле з лави запасних. Саме на тренуваннях тренерський штаб вирішив перевести Юрія з нападу на позицію захисника.
Дебют на новій для себе позиції відбувся проти тодішнього лідера першості, івано-франківського «Спартака». На той час «армійці» мінімально поступалися, але завдяки вдалому підключенню вже захисника Мармача, СКА вирвало нічию в тому поєдинку 1:1. Наступний поєдинок вже розпочав у стартовому складі, кияни знову перемогли, але Юрій відзначитися голом вже не зміг. З того часу став основним гравцем «армійців». На той час отримував достойну зарплату (70 крб на місяць).

### Повернення до «Ворскли» та завершення кар'єри
У 1973 році повернувся до «Ворскли», в складі якого того сезону відзначився 1 голом. Швидко став гравцем основного складу. Із середини 1970 року клуб тренував Юрій Войнов (чемпіон Європи 1960), а до команди запросили, зокрема, 21-річного нападника Віталія Старухіна, який у першому ж сезоні забив 15 голів. У 1972 році Войнов залишив команду, а Старухін перейшов до донецького «Шахтаря». Команда відновила назву «Колос».
Команда виступала невдало у другій лізі — лише 16-е місце у 1976 році та 21-е у 1977. У 1981 році команду очолив Володимир Аксьонов, який вирішив створити нову команду, відмовившись від послуг місцевих футболістів. Але зрештою стало ще гірше, й «Колос» попрощався зі статусом команди майстрів у 1982 році, коли полтавці посіли останнє 24-е місце в 6-й зоні другої ліги. Колектив перестав існувати. Більшість футболістів перейшла до «Кооператора», котрий грав у любительській першості України. Продовжувала працювати ДЮСШ «Колос», яка мала стати фундаментом для створення нової команди.
У 1982—1983 роках футболом не займався, працював таксистом. За сприяння директора таксопарка, фаната футболу, створив аматорську команду Автомобіліст, яка була зібрана з різних вихованців полтавського футболу. Став граючим тренером команди. Разом з «Автомобілістом» вигравав чемпіонат міста та області. Йому допомагав у цьому Григорій Чернявський, але згодом відбувся конфлікт й Григорій заснував іншу футбольну команду — «Мотор». Обидві команди були найпринциповішими суперниками.
Взимку 1984 головну команду області відродили — під назвою «Ворскла». Повернулося багато гравців колишнього «Колоса» (Іван Іванченко, Володимир Прокопиненко, Юрій Резник) і метою стало повернення до другої ліги радянського футболу. Повернувся до команди й Юрій Мармач. У сезоні 1984 році полтавці пробилися до фінального турніру всеукраїнської першости серед КФК (колективів фізичної культури), але не зуміли виграти його. Наступного року «Ворскла» у вирішальній грі поступилася охтирському «Нафтовику» — 0:1. Наступного року «Ворскла» повернулася до Другої союзної ліги. Того сезону Юрій відіграв 26 матчів у чемпіонаті, а по завершенні сезону припинив виступи у складі команд майстрів.
У сезоні 1993/94 років зіграв 6 матчів у складі аматорського полтавського клубу «Локомотив».